# Khởi nghĩa Ấn Độ 1857
Khởi nghĩa Ấn Độ năm 1857 là một cuộc nổi dậy lớn, nhưng cuối cùng không thành công, xảy ra ở Ấn Độ vào năm 1857-58 chống lại ách cai trị của Công ty Đông Ấn Anh, có chức năng như một quyền lực có chủ quyền thay cho Vương quốc Anh. Cuộc nổi dậy bắt đầu vào ngày 10 tháng 5 năm 1857 theo hình thức một cuộc nổi loạn của các sepoy của quân đội của Công ty trong thị trấn đồn trú của Meerut, 40 dặm về phía đông bắc Delhi (nay là Old Delhi). Sau đó nó nổ ra các cuộc nổi loạn và các cuộc nổi loạn dân sự khác, chủ yếu ở vùng đồng bằng Gangetic và miền trung Ấn Độ,     mặc dù các sự kiện nổi dậy cũng xảy ra ở phía bắc và phía đông.   Cuộc nổi loạn gây ra mối đe dọa đáng kể cho sức mạnh của Anh trong khu vực này,   và chỉ được đàn áp với thất bại của phiến quân ở Gwalior vào ngày 20 tháng 6 năm 1858. Vào ngày 1 tháng 11 năm 1858, người Anh đã ân xá cho tất cả các phiến quân không liên quan đến giết người, mặc dù họ không tuyên bố chiến sự chính thức chấm dứt cho đến ngày 8 tháng 7 năm 1859. Cuộc nổi loạn được nhiều người biết đến với các tên khác nhau, bao gồm Sepoy Mutiny, Nổi dậy Ấn Độ, Cuộc nổi dậy vĩ đại, cuộc nổi dậy năm 1857, cuộc nổi dậy của Ấn Độ và tại Tiểu lục địa Ấn Độ nó được nhắc đến với tên là Cuộc chiến tranh giành độc lập đầu tiên.   Tại Việt Nam cuộc khởi nghĩa được gọi là Cuộc khởi nghĩa Xipay.
Cuộc nổi dậy của Ấn Độ được nuôi dưỡng bởi sự phẫn nộ do nhận thức đa dạng, bao gồm các cải cách xã hội xâm lấn kiểu Anh, thuế đất đai khắc nghiệt, đối xử tóm tắt với một số địa chủ và hoàng tử giàu có,  cũng như sự hoài nghi về những cải tiến do thực dân Anh mang lại.   Nhiều người Ấn Độ đã nổi dậy chống lại người Anh, tuy nhiên, rất nhiều người cũng chiến đấu vì người Anh, và phần lớn dường như vẫn tuân thủ sự cai trị của Anh.   Bạo lực, đôi khi đặc biệt tàn ác do bị phản bội, đã áp dụng cho cả hai phía, phiến quân tiêu diệt các sĩ quan Anh, và thường dân, bao gồm cả phụ nữ và trẻ em, và người Anh trả thù những người ủng hộ phiến quân, đôi khi giết cả toàn bộ làng xã; các thành phố Delhi và Lucknow đã bị bỏ hoang trong cuộc chiến và khi người Anh trả thù.  
Sau khi cuộc nổi loạn ở Meerut bùng nổ, phiến quân đã nhanh chóng đánh đến Delhi, với người cai trị Mughal 81 tuổi, Bahadur Shah Zafar, và phiến quân tôn ông làm Hoàng đế Hindustan. Chẳng mấy chốc, phiến quân cũng đã chiếm được những vùng đất rộng lớn của các tỉnh Tây Bắc và Awadh (Oudh). Phản ứng của Công ty Đông Ấn cũng đến nhanh chóng. Với sự giúp đỡ từ quân tiếp viện, Kanpur đã bị chiếm lại vào giữa tháng 7 năm 1857 và Delhi vào cuối tháng 9. Tuy nhiên, sau đó phải mất phần còn lại của năm 1857 và nửa năm 1858 để đàn áp cuộc nổi loạn ở Jhansi, Lucknow, và đặc biệt là vùng nông thôn Awadh. Các khu vực khác của tỉnh mà Công ty kiểm soát tại Ấn Độ- tỉnh Bengal, Tỉnh Bombay, và Tỉnh Madras, phần lớn giữ trạng thái yên bình.   Ở Punjab, các hoàng tử Sikh chủ yếu giúp đỡ người Anh bằng cách hỗ trợ binh lính và tài chính.   Các tiểu bang lớn gồm Hyderabad, Mysore, Travancore, và Kashmir, cũng như những tiểu bang nhỏ hơn như Rajputana, không tham gia cuộc nổi dậy, phục vụ người Anh, trong lời phát biểu Toàn quyền Lord Canning, được ví như "đê chắn sóng trong cơn bão".
Ở một số vùng, đáng chú ý nhất là ở Awadh, cuộc nổi loạn đã mang thuộc tính của một cuộc nổi dậy yêu nước chống lại sự hiện diện của người châu Âu. Tuy nhiên, các nhà lãnh đạo phiến quân tuyên bố không có bài viết nào về đức tin đã đưa ra một hệ thống chính trị mới.   Mặc dù vậy, cuộc nổi loạn đã chứng tỏ là một bước ngoặt quan trọng trong lịch sử Ấn Độ và Đế quốc Anh.   Nó đã dẫn đến việc giải thể Công ty Đông Ấn, và buộc người Anh phải tổ chức lại quân đội, hệ thống tài chính và chính quyền ở Ấn Độ, thông qua Đạo luật của Chính phủ Ấn Độ 1858. Ấn Độ sau đó được chính phủ Anh quản lý trực tiếp tại Raj mới thuộc Anh. Vào ngày 1 tháng 11 năm 1858, Victoria của Anh đã tuyên bố dành cho người Ấn Độ, mặc dù thiếu thẩm quyền của một điều khoản hiến pháp,   sẽ được các quyền tương tự như các công dân khác của Anh.    Trong những thập kỷ sau, việc hiện thực hóa các quyền này không phải lúc nào cũng thành công, người Ấn Độ luôn nhìn nhận công bố của Nữ hoàng trong bối cảnh ngày càng tăng của một chủ nghĩa dân tộc mới.    

## Sách tham khảo

### Sách giáo khoa và nghiên cứu học thuật
- Alavi, Seema (1996), The Sepoys and the Company: Tradition and Transition 1770–1830, Oxford University Press, tr. 340, ISBN 0-19-563484-5.
- Anderson, Clare (2007), Indian Uprising of 1857–8: Prisons, Prisoners and Rebellion, New York: Anthem Press, tr. 217, ISBN 978-1-84331-249-9.
- Bandyopadhyay, Sekhara (2004), From Plassey to Partition: A History of Modern India, New Delhi: Orient Longman, tr. 523, ISBN 81-250-2596-0.
- Bayly, Christopher Alan (1988), Indian Society and the Making of the British Empire, Cambridge University Press, tr. 230, ISBN 0-521-25092-7.
- Bayly, Christopher Alan (2000), Empire and Information: Intelligence Gathering and Social Communication in India, c 1780–1870, Cambridge University Press, tr. 412, ISBN 0-521-57085-9.
- Bose, Sugata; Jalal, Ayesha (2004), Modern South Asia: History, Culture, Political Economy (ấn bản thứ 2), London: Routledge, tr. 253, ISBN 0-415-30787-2.
- Brown, Judith M. (1994), Modern India: The Origins of an Asian Democracy (ấn bản thứ 2), Oxford University Press, tr. 480, ISBN 0-19-873113-2, Bản gốc lưu trữ ngày 3 tháng 10 năm 2008, truy cập ngày 20 tháng 2 năm 2019.
- Greenwood, Adrian (2015), Victoria's Scottish Lion: The Life of Colin Campbell, Lord Clyde, UK: History Press, tr. 496, ISBN 0-75095-685-2, Bản gốc lưu trữ ngày 21 tháng 2 năm 2016, truy cập ngày 20 tháng 2 năm 2019.
- Harris, John (2001), The Indian Mutiny, Ware: Wordsworth Editions, tr. 205, ISBN 1-84022-232-8.
- Hibbert, Christopher (1980), The Great Mutiny: India 1857, London: Allen Lane, tr. 472, ISBN 0-14-004752-2.
- Jain, Meenakshi (2010), Parallel Pathways: Essays On Hindu-Muslim Relations (1707-1857), Delhi: Konark, ISBN 978-8122007831.
- Judd, Denis (2004), The Lion and the Tiger: The Rise and Fall of the British Raj, 1600–1947, Oxford University Press, xiii, 280, ISBN 0-19-280358-1.
- Keene, Henry George (1883), Fifty-Seven. Some account of the administration of Indian Districts during the revolt of the Bengal Army, London: W.H. Allen, tr. 145.
- Kulke, Hermann; Rothermund, Dietmar (2004), A History of India (ấn bản thứ 4), London: Routledge, xii, 448, ISBN 0-415-32920-5.
- Leasor, James (1956), The Red Fort, London: W. Lawrie, tr. 377, ISBN 0-02-034200-4, Bản gốc lưu trữ ngày 1 tháng 2 năm 2020, truy cập ngày 20 tháng 2 năm 2019.
- Ludden, David (2002), India And South Asia: A Short History, Oxford: Oneworld, xii, 306, ISBN 1-85168-237-6.
- Majumdar, R.C.; Raychaudhuri, H.C.; Datta, Kalikinkar (1967), An Advanced History of India (ấn bản thứ 3), London: Macmillan, tr. 1126.
- Markovits, Claude, biên tập (2004), A History of Modern India 1480–1950, London: Anthem, tr. 607, ISBN 1-84331-152-6.
- Marshall, P. J. (2007), The Making and Unmaking of Empires: Britain, India, and America c.1750–1783, Oxford and New York: Oxford University Press. Pp. 400, ISBN 0-19-922666-0
- Metcalf, Barbara D.; Metcalf, Thomas R. (2006), A Concise History of Modern India (ấn bản thứ 2), Cambridge University Press, tr. 337, ISBN 0-521-68225-8.
- Metcalf, Thomas R. (1990), The Aftermath of Revolt: India, 1857–1870, New Delhi: Manohar, tr. 352, ISBN 81-85054-99-1.
- Metcalf, Thomas R. (1997), Ideologies of the Raj, Cambridge University Press, tr. 256, ISBN 0-521-58937-1.
- Mukherjee, Rudrangshu (2002), Awadh in Revolt 1857–1858: A Study of Popular Resistance (ấn bản thứ 2), London: Anthem, ISBN 1-84331-075-9.
- Palmer, Julian A.B. (1966), The Mutiny Outbreak at Meerut in 1857, Cambridge University Press, tr. 175, ISBN 0-521-05901-1.
- Peers, Douglas M. (2013), India Under Colonial Rule: 1700–1885, Routledge, ISBN 978-1-317-88286-2
- Ray, Rajat Kanta (2002), The Felt Community: Commonality and Mentality before the Emergence of Indian Nationalism, Oxford University Press, tr. 596, ISBN 0-19-565863-9.
- Robb, Peter (2002), A History of India, Basingstoke: Palgrave, tr. 344, ISBN 0-333-69129-6.
- Roy, Tapti (1994), The politics of a popular uprising: Bundelkhand 1857, Delhi: Oxford University Press, tr. 291, ISBN 0-19-563612-0.
- Spear, Percival (1990) [First published 1965], A History of India, quyển 2, New Delhi and London: Penguin Books, ISBN 978-0-14-013836-8.
- Stanley, Peter (1998), White Mutiny: British Military Culture in India, 1825–1875, London: Hurst, tr. 314, ISBN 1-85065-330-5.
- Stein, Burton (2001), A History of India, New Delhi: Oxford University Press, tr. 432, ISBN 0-19-565446-3.
- Stokes, Eric (1980), The Peasant and the Raj: Studies in Agrarian Society and Peasant Rebellion in Colonial India, Cambridge University Press, tr. 316, ISBN 0-521-29770-2.
- Stokes, Eric; Bayly, C.A. (1986), The Peasant Armed: The Indian Revolt of 1857, Oxford: Clarendon, tr. 280, ISBN 0-19-821570-3.
- Taylor, P.J.O. (1997), What really happened during the mutiny: a day-by-day account of the major events of 1857–1859 in India, Delhi: Oxford University Press, tr. 323, ISBN 0-19-564182-5.
- Wolpert, Stanley (2004), A New History of India (ấn bản thứ 7), Oxford University Press, tr. 530, ISBN 0-19-516678-7.

### Các bài báo và tuyển tập
- Alam Khan, Iqtidar (May–June 2013), "The Wahabis in the 1857 Revolt: A Brief Reappraisal of Their Role", Social Scientist, 41 (5/6): 15–23, JSTOR 23611115
- Alavi, Seema (tháng 2 năm 1993), "The Company Army and Rural Society: The Invalid Thanah 1780–1830", Modern Asian Studies, 27 (1), Cambridge University Press: 147–178, doi:10.1017/S0026749X00016097, JSTOR 312880
- Baker, David (1991), "Colonial Beginnings and the Indian Response: The Revolt of 1857–58 in Madhya Pradesh", Modern Asian Studies, 25 (3): 511–543, doi:10.1017/S0026749X00013913, JSTOR 312615
- Blunt, Alison (tháng 7 năm 2000), "Embodying war: British women and domestic defilement in the Indian "Mutiny", 1857–8", Journal of Historical Geography, 26 (3): 403–428, doi:10.1006/jhge.2000.0236
- English, Barbara (tháng 2 năm 1994), "The Kanpur Massacres in India in the Revolt of 1857", Past & Present, 142, Oxford University Press: 169–178, doi:10.1093/past/142.1.169, JSTOR 651200
- Hasan, Farhat; Roy, Tapti (1998), "Review of Tapti Roy, The Politics of a Popular Uprising, OUP, 1994", Social Scientist, 26 (1): 148–151, doi:10.2307/3517586
- Klein, Ira (tháng 7 năm 2000), "Materialism, Mutiny and Modernization in British India", Modern Asian Studies, 34 (3), Cambridge University Press: 545–580, JSTOR 313141
- Lahiri, Nayanjot (tháng 6 năm 2003), "Commemorating and Remembering 1857: The Revolt in Delhi and Its Afterlife", World Archaeology, 35 (1), Taylor & Francis: 35–60, doi:10.1080/0043824032000078072, JSTOR 3560211
- Mukherjee, Rudrangshu (tháng 8 năm 1990), "'Satan Let Loose upon Earth': The Kanpur Massacres in India in the Revolt of 1857", Past & Present, 128, Oxford University Press: 92–116, doi:10.1093/past/128.1.92, JSTOR 651010
- Mukherjee, Rudrangshu (tháng 2 năm 1994), "The Kanpur Massacres in India in the Revolt of 1857: Reply", Past & Present, 142, Oxford University Press: 178–189, doi:10.1093/past/142.1.178, JSTOR 651201
- Nanda, Krishan (tháng 9 năm 1965), The Western Political Quarterly, quyển 18, University of Utah on behalf of the Western Political Science Association, tr. 700–701.
- Roy, Tapti (tháng 2 năm 1993), "Visions of the Rebels: A Study of 1857 in Bundelkhand", Modern Asian Studies, 27 (1), Cambridge University Press: 205–228 (Special Issue: How Social, Political and Cultural Information Is Collected, Defined, Used and Analyzed), doi:10.1017/S0026749X00016115, JSTOR 312882
- Stokes, Eric (tháng 12 năm 1969), "Rural Revolt in the Great Rebellion of 1857 in India: A Study of the Saharanpur and Muzaffarnagar Districts", The Historical Journal, 12 (4), Cambridge University Press: 606–627, doi:10.1017/s0018246x00010554, JSTOR 2638016
- Washbrook, D. A. (2001), "India, 1818–1860: The Two Faces of Colonialism", trong Porter, Andrew (biên tập), Oxford History of the British Empire: The Nineteenth Century, Oxford and New York: Oxford University Press, tr. 395–421, ISBN 0-19-924678-5
- Hakim Syed Zillur Rahman (2008), "1857 ki Jung-e Azadi main Khandan ka hissa", Hayat Karam Husain (ấn bản thứ 2), Aligarh/India: Ibn Sina Academy of Medieval Medicine and Sciences, tr. 253–258, OCLC 852404214

### Sách lịch sử và hồi ức
- Bates, Crispin, ed. Mutiny at the Margins: New Perspectives on the Indian Uprising of 1857 (5 vol. SAGE Publications India, 2013–14). online guide Lưu trữ ngày 16 tháng 2 năm 2016 tại Wayback Machine; With illustrations, maps, selected text and more.
- Chakravarty, Gautam. The Indian Mutiny and the British Imagination (Cambridge University Press, 2005).
- Deshpande, Prachi. "The Making of an Indian Nationalist Archive: Lakshmibai, Jhansi, and 1857." journal of Asian studies 67#3 (2008): 855–879.
- Erll, Astrid. "Re-writing as re-visioning: Modes of representing the ‘Indian Mutiny’in British novels, 1857 to 2000." European Journal of English Studies 10.2 (2006): 163–185. online
- Frykenberg, Robert E. (2001), "India to 1858", trong Winks, Robin (biên tập), Oxford History of the British Empire: Historiography, Oxford and New York: Oxford University Press, tr. 194–213, ISBN 0-19-924680-7
- Pati, Biswamoy (12–ngày 18 tháng 5 năm 2007). "Historians and Historiography: Situating 1857". Economic and Political Weekly. Quyển 42 số 19. tr. 1686–1691. JSTOR 4419570. {{Chú thích tạp chí}}: Kiểm tra giá trị ngày tháng trong: |date= (trợ giúp)
- Perusek, Darshan (Spring 1992). "Subaltern Consciousness and the Historiography of the Indian Rebellion of 1857". NOVEL: A Forum on Fiction. Quyển 25 số 3. Duke University Press. tr. 286–301. doi:10.2307/1345889. JSTOR 1345889.
- Wagner, Kim A. (tháng 10 năm 2011). "The Marginal Mutiny: The New Historiography of the Indian Uprising of 1857". History Compass. Quyển 9 số 10. tr. 760–766. doi:10.1111/j.1478-0542.2011.00799.x.

### Other histories
- Dalrymple, William (2006), The Last Mughal, Viking Penguin, ISBN 0-670-99925-3
- David, Saul (2003), The Indian Mutiny: 1857, London: Penguin Books, Pp. 528, ISBN 0-14-100554-8
- David, Saul (2007), Victoria's Wars, London: Penguin Books, ISBN 978-0-141-00555-3
- Mishra, Amaresh. 2007. War of Civilisations: The Long Revolution (India AD 1857, 2 Vols.), ISBN 978-81-291-1282-8
- Ward, Andrew. Our Bones Are Scattered. New York: Holt & Co., 1996.

### Hồi ký cá nhân và lịch sử cổ điển
- Parag Tope, "Tatya Tope's Operation Red Lotus", Publisher: Rupa Publications India
- Anderson, Clare. The Indian Uprising of 1857–8: Prisons, Prisoners, and Rebellion. London, 2007.
- Barter, Captain Richard The Siege of Delhi. Mutiny memories of an old officer, London, The Folio Society, 1984.
- Campbell, Sir Colin. Narrative of the Indian Revolt. London: George Vickers, 1858.
- Collier, Richard. The Great Indian Mutiny. New York: Dutton, 1964.
- Forrest, George W. A History of the Indian Mutiny, William Blackwood and Sons, London, 1904. (4 vols)
- Fitchett, W. H., B.A., LL.D., A Tale of the Great Mutiny, Smith, Elder & Co., London, 1911.
- Inglis, Julia Selina, Lady, 1833–1904, The Siege of Lucknow: a Diary, London: James R. Osgood, McIlvaine & Co., 1892. Online at A Celebration of Women Writers.
- Innes, Lt. General McLeod: The Sepoy Revolt, A.D. Innes & Co., London, 1897.
- Kaye, John William. A History of the Sepoy War In India (3 vols). London: W.H. Allen & Co., 1878.
- Kaye, Sir John & Malleson, G. B.: The Indian Mutiny of 1857, Rupa & Co., Delhi, (1st edition 1890) reprint 2005.
- Khan, Syed Ahmed (1859), Asbab-e Baghawat-e Hind, Translated as The Causes of the Indian Revolt, Allahabad, 1873
- Malleson, Colonel G. B. The Indian Mutiny of 1857. New York: Scribner & Sons, 1891.
- Marx, Karl & Freidrich Engels. The First Indian War of Independence 1857–1859. Moscow: Foreign Languages Publishing House, 1959.
- Pandey, Sita Ram, From Sepoy to Subedar, Being the Life and Adventures of Subedar Sita Ram, a Native Officer of the Bengal Native Army, Written and Related by Himself, trans. Lt. Col. Norgate, (Lahore: Bengal Staff Corps, 1873), ed. James Lunt, (Delhi: Vikas Publications, 1970).
- Raikes, Charles: Notes on the Revolt in the North-Western Provinces of India, Longman, London, 1858.
- Roberts, Field Marshal Lord, Forty-one Years in India, Richard Bentley, London, 1897
- Forty-one years in India tại Dự án Gutenberg
- Russell, William Howard, My Diary in India in the years 1858-9, Routledge, London, 1860, (2 vols.)
- Sen, Surendra Nath, Eighteen fifty-seven, (with a foreword by Maulana Abul Kalam Azad), Indian Ministry of Information & Broadcasting, Delhi, 1957.
- Thomson, Mowbray (Capt.), The Story of Cawnpore, Richard Bentley, London, 1859.
- Trevelyan, Sir George Otto, Cawnpore, Indus, Delhi, (first edition 1865), reprint 2002.
- Wilberforce, Reginald G, An Unrecorded Chapter of the Indian Mutiny, Being the Personal Reminiscences of Reginald G. WIlberforce, Late 52nd Infantry, Compiled from a Diary and Letters Written on the Spot London: John Murray 1884, facsimile reprint: Gurgaon: The Academic Press, 1976.